# Карташова, Алёна Владимировна
Алёна Владимировна Карташо́ва (род. 23 января 1982 года в Ангарске, Иркутская область) — российская женщина-борец, заслуженный мастер спорта России, в составе сборной России с 1998 года.
Серебряный призёр Олимпийских игр 2008 года. Чемпионка мира 2002 года, чемпионка Европы 2004 года. Чемпионка России. После завершения в 2011 году спортивной карьеры — тренер сборной России, ответственный за работу с регионами.